# Chiesa di San Marco Evangelista (Castelbellino)
La chiesa di San Marco Evangelista è la parrocchiale di Castelbellino, in provincia di Ancona e diocesi di Jesi; fa parte della zona pastorale di Cupramontana.

## Storia
Nel Tre o nel Quattrocento sorse una cappella dedicata a sant'Antonio nell'area dove poi sarebbe stata costruita la parrocchiale settecentesca.
Questo luogo di culto venne demolito nel XVIII secolo per far spazio alla nuova chiesa, disegnata dall'architetto cuprense Mattia Capponi; l'edificio, iniziato nel 1767, fu terminato nel 1792, mentre il campanile nel 1795 risultava ancora in fase di realizzazione.
Nel 1938 venne chiuso il passaggio tra la chiesa e l'adiacente palazzo Berarducci; negli anni sessanta si procedette al restauro dell'esterno dell'edificio e all'adeguamento del presbiterio secondo le norme postconciliari mediante l'aggiunta del nuovo altare rivolto verso l'assemblea.
Essendo state rilevate le cattive condizioni della chiesa che ne pregiudicavano la sicurezza, nel 1988 iniziarono i lavori di consolidamento della struttura, interrotti successivamente per mancanza di fondi e poi ripresi nel 1993; inoltre, a partire dal 1995 si provvide a restaurare l'interno della parrocchiale.

## Descrizione

### Esterno

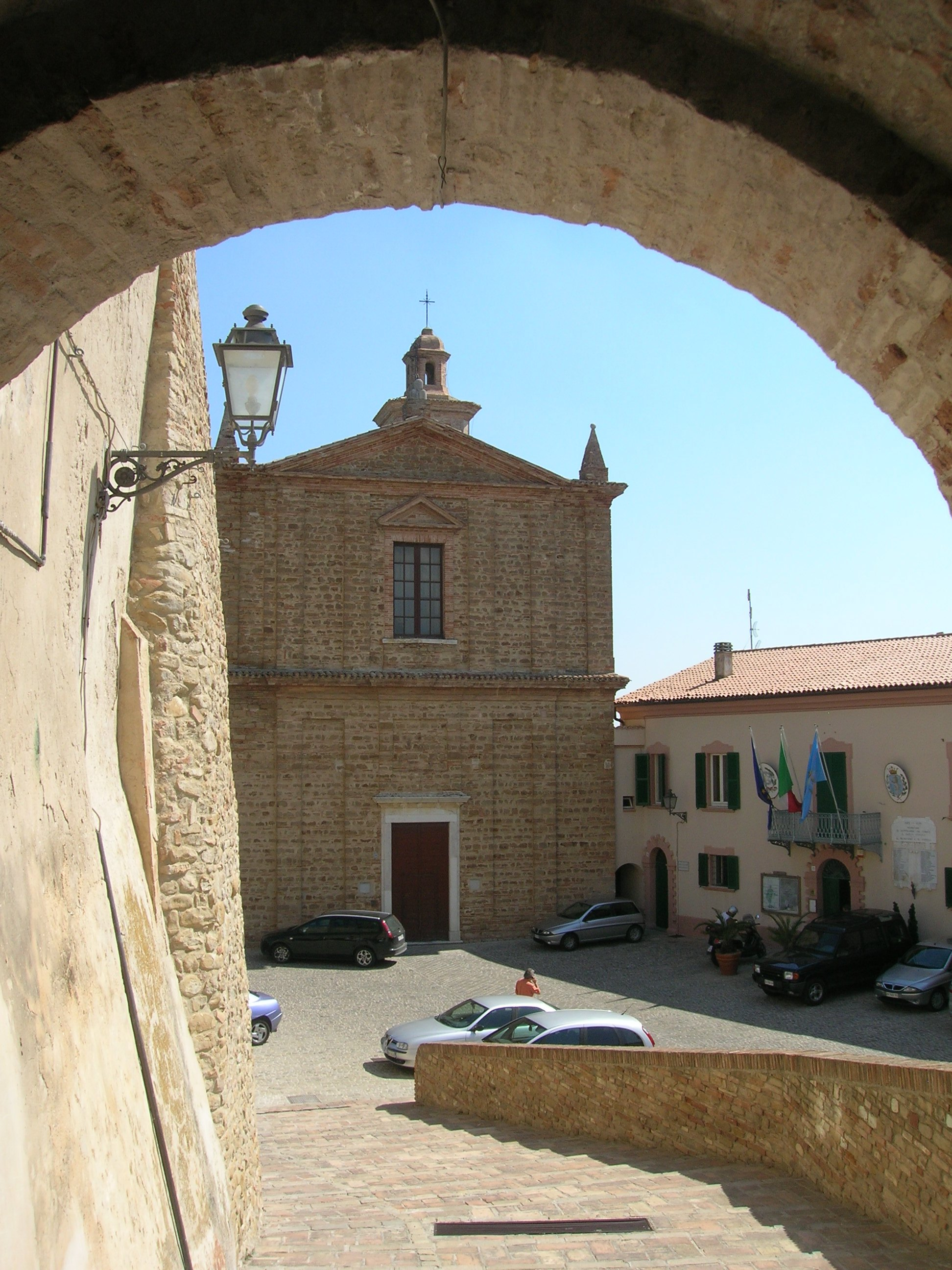
La chiesa vista dalla scalinata del castello

La facciata a capanna in arenaria della chiesa, rivolta a sudovest, è suddivisa da una cornice marcapiano aggettante in due registri, entrambi scanditi da lesene; quello inferiore presenta centralmente il portale d'ingresso architravato, mentre quello superiore è caratterizzato da una finestra timpanata e coronato dal frontone di forma triangolare.
Annesso alla parrocchiale è il campanile a base quadrata, la cui cella presenta su ogni lato una monofora a tutto sesto ed è coronata dalla lanterna coperta da un cupolino.

### Interno
L'interno dell'edificio si compone di un'unica navata, sulla quale si affacciano le cappelle laterali, introdotte da archi a tutto sesto, e le cui pareti sono scandite da lesene terminanti con capitelli corinzi sorreggenti la trabeazione modanata e aggettante sopra la quale si imposta la volta a botte unghiata; al termine dell'aula si sviluppa il presbiterio, rialzato di un gradino e chiuso dall'abside di forma semicircolare.
Qui sono conservate diverse opere di pregio, tra le quali la tela con soggetto San Marco, eseguita nel 1938 da Vincenzo Monti, l'organo, costruito nel 1768 e proveniente dalla chiesa di San Esuperanzio di Cingoli, e la statua raffigurante la Beata Vergine Immacolata.